# Три антиядерні принципи

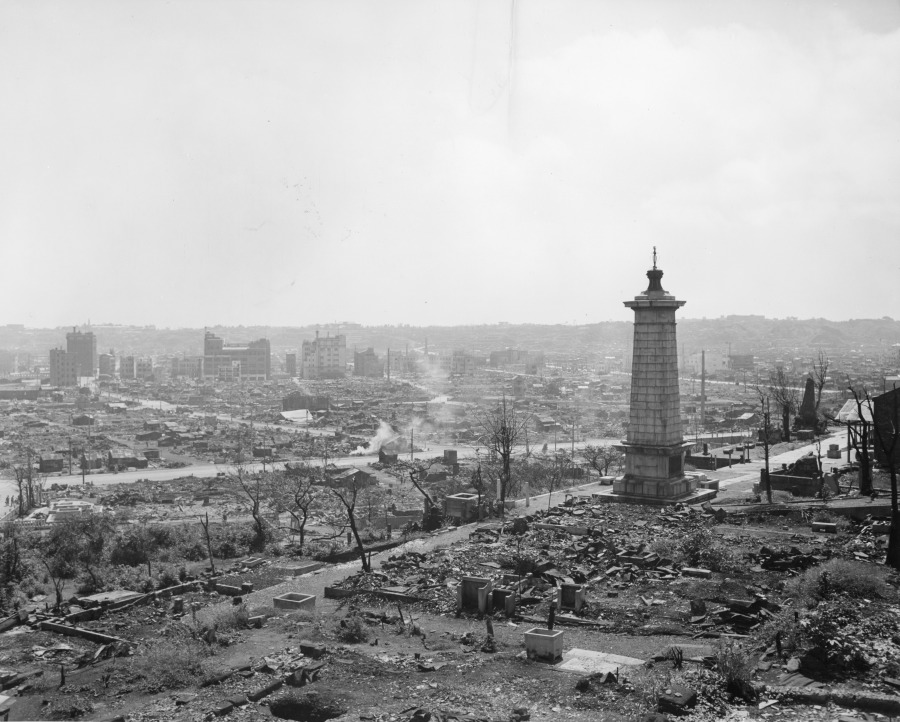
Наслідки бомбардування Японії

Три антиядерні принципи Японії (яп. 非核三原則, Hikaku San Gensoku) — це парламентська резолюція (не прийнята до закону), яка керує японською ядерною політикою з моменту їх заснування в кінці 1960-х років і відображає загальні настрої громадськості та національну політику з кінця Другої світової війни. Принципи стверджують, що Японія не має права ні володіти, ні виробляти ядерну зброю, а також забороняється її введення на територію Японії. Принципи були викладені прем'єр-міністром Ейсаку Сато у промові в Палаті представників(+) у 1967 році на тлі переговорів про повернення Окінави зі Сполучених Штатів. Сейм офіційно прийняв ці принципи в 1971 році.

## Історія
Після ядерних бомбардувань Хіросіми і Нагасакі японські громадські настрої зросли проти присутності ядерної зброї на японській землі і навіть у японських водах. Під час першого терміну Ейсаку Сато на посаді прем'єр-міністра ця опозиція стала основною перешкодою для його передвиборної обіцянки припинити окупацію Окінави США, повернувши острів під контроль Японії. Вважалося, що американські військові зберігають ядерну зброю на острові, хоч це, як не підтверджували, так і не заперечували, Сато зіткнувся з опозицією щоб повернути Окінаву, якщо ядерна зброя не буде усунена з тієї території. В якості компромісу Сато заспокоїв Сполучені Штати, ввівши Японію в Договор про нерозповсюдження ядерної зброї (ДНЯЗ) в обмін на без'ядерну Окінаву, контрольовану Японією.
У роки, що передували цій угоді, Сато був змушений заспокоїти народ, через те, що його адміністрація може сприяти програмі створення ядерної зброї; з цією метою він представив Три неядерні принципи у зверненні до Сейму від 11 грудня 1967 року. (Насправді, принципи невиробництва, неволодіння та невведення були сформульовані генеральним директором Агентства оборони Канешічі Масуда в травні.) Однак Сато хвилювався, що ці принципи можуть надто стримувати оборону Японії. Щоб зменшити їх обмежувальний вплив на військових, у промові наступного лютого він помістив принципи в ширші рамки своєї ядерної політики чотирьох стовпів:
1. Сприяти мирному використанню ядерної енергії,
2. Працювати в напрямку глобального ядерного роззброєння,
3. Покладатися на план ядерного стримування США
4. Підтримати три неядерні принципи.

Четвертий стовп залишає простір для зміни політики в майбутньому, закликаючи Японію дотримуватися принципів «за обставин, коли національна безпека Японії гарантується трьома іншими політиками».
У 1971 році Сейм ухвалив резолюцію, яка офіційно ухвалила принципи, хоча вони не були прийняті законом. Ейсаку Сато був удостоєний Нобелівської премії миру в 1974 році, значною мірою за його роботу над вступом Японії до ДНЯЗ. У своїй Нобелівській лекції (на сьому річницю його первинної заяви перед сеймом) Сато повторив і обговорив три неядерні принципи і висловив надію та впевненість, що майбутні уряди також їх приймуть. Кожен прем'єр-міністр Японії після Сато публічно підтвердив три неядерні принципи.